# Чудской сиг
Чудской сиг (лат. Coregonus maraenoides) — рыба из семейства лососёвых (Salmonidae).

## Описание
Длина тела до 68-75 см, масса до 3,5 кг (как исключение до 16 кг). Тело удлиненное, несколько уплощенное, достаточно толстое, покрыто крупной по размерам тонкой циклоидной чешуей. Голова маленькая. Верхняя челюсть немного выступает над нижней. Передний край нижней челюсти у крупных особей обычно слегка выдается вперед. Рот маленький, у отдельных форм его положение может меняться от типичного. Вдоль боковой линии 93-96 чешуек. Общая окраска серебристая с синеватым оттенком, темнее на спине. Плавники темные, иногда почти черные. Во время размножения брачный наряд в виде беловатых эпителиальных бугорков характерно для самцов. Анальный плавник с мягкими лучами. Между спинным и хвостовым плавниками находится жировой плавник

## Ареал

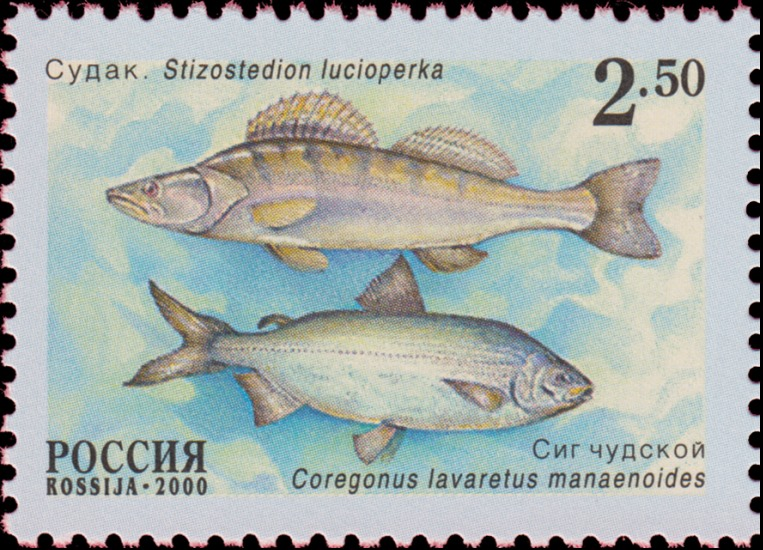
Сиг чудской на почтовой марке

Распространен в Европе в Эстонии и России Чудско-Псковские системе озер; вселился в озера Выртсъярв через систему каналов. Акклиматизирован в водоёмах ряда стран, включая Украину и Белоруссию, Польшу, Россию, Германию, Латвию, Нидерланды, Японию. Отмечен в Рижском заливе Балтики, в озерах Урала, озерах Севан (Армения) и Балхаш (Казахстан), но немногочисленный.
На Украине вошёл в состав местной ихтиофауны и отмечен в озёрах Свитязь и Пулемецкое (возможно и в других) Шацкой группы озёр на Волыни.
В озера Белоруссии начали завозить с 1925 года, но эти работы, проводившиеся до 1941 года, не дали промысловых результатов. Вновь зарыбление озёр Белоруссии этим видом началось в 1948 году в Нарочанской и Браславской группах озёр. В Лукомльском озере стал объектом промысла. Единичными экземплярами встречается в озёрах Нарочь, Мядель, Дривяты, Волос, Дрисвяты, Струсто, Снуды, Обстерно и других.

## Биология
Биология изучена недостаточно и во многом отличается у разных форм. Держатся обычно на чистых участках с каменистым дном в толще воды, предпочитают богатые кислородом прохладные воды. Ведут стайный образ жизни. Половой зрелости достигают в возрасте 4-6 лет. Размножение обычно в осенне-зимний период, нерест начинается при температуре воды 4-6 ° С (известная форма сигов с размножением в весеннее время). Плодовитость колеблется в пределах 4-80 (чаще 20-30) тысяч икринок. Выход личинок из икры происходит через 190—210 суток, то есть инкубационный период приходится на всю зиму. Молодь питается мелкими формами зоопланктона, взрослые рыбы потребляют крупную добычу, в частности ракообразных, личинок насекомых и т. п., часто икру других рыб и даже собственную.